# Gustave Olombe Atelumbu Musilamu
Gustave Olombe Atelumbu Musilamu (* 1. Mai 1927 in Yaounge, Demokratische Republik Kongo; † 17. Februar 2011) war ein kongolesischer Priester und römisch-katholischer Bischof von Wamba.

## Leben
Gustave Olombe empfing am 28. Juli 1957 Priesterweihe.
Am 5. September 1968 wurde er von Papst Paul VI. zum Bischof des Bistums Wamna ernannt und empfing als solcher am 2. September 1969 die Bischofsweihe durch Erzbischof Bruno Torpigliani. Mitkonsekratoren waren Albert Onyembo Lomandjo CSSp, Bischof von Kindu, und Guillaume van den Elzen OSA, Bischof von Doruma. Er war der erste einheimische Bischof des 1959 begründeten Bistums Wamba. 
Bischof Olombe hatte die schwierige Aufgabe das Bistum Wamba während der Diktatur Mobutus zu führen, aber auch neu aufzubauen. 
Sein Vorgänger Joseph-Pierre-Albert Wittebols SCI wurde 1964 zusammen mit zahlreichen Ordensleuten ermordet.
Seinem Rücktrittsgesuch wurde am 11. Juni 1990 durch Papst Johannes Paul II. stattgegeben.